# 그래디 슈튼
그래디 슈튼(Grady Sutton, 1906년 4월 5일 ~ 1995년 9월 17일)은 미국의 텔레비전 배우이다.

## 영화
- 로큰롤 고등학교 (1979년)
- 라티고 (1971년)
- 파라다이스 (1966년)
- 포 포 텍사스 (1963년)
- 썸씽스 갓 투 기브 (1962년)
- 빌리 로즈스 점보 (1962년)
- 리빙 잇 업 (1954년)
- 화이트 크리스마스 (1954년)
- 스타 탄생 (1954년)
- 로맨스 온 더 하이 시스 (1948년)
- 비터 더 밴드 (1947년)
- 노 리브, 노 러브 (1946년)
- 홀리데이 인 멕시코 (1946년)
- 보스톤에서 온 두 자매 (1946년)
- 로얄 스캔달 (1945년)
- 스토크 클럽 (1945년)
- 허 럭키 나이트 (1945년)
- 벨 포 아다노 (1945년)
- 캡틴 에디 (1945년)
- 닻을 올리고 (1945년)
- 정말 멋진 여자야! (1943년)
- 레이디 테이크 어 찬스 (1943년)
- 포 잭스 앤 어 질 (1942년)
- 수줍은 독신남 (1942년)
- 닥터스 돈 텔 (1941년)
- 히 스테이드 포 브렉패스트 (1940년)
- 투 매니 걸즈 (1940년)
- 뱅크 딕 (1940년)
- 럭키 파트너 (1940년)
- 쓰리 스마트 걸 그로우 업 (1939년)
- 하드 투 겟 (1938년)
- 와이키키 웨딩 (1937년)
- 싱잉 키드 (1936년)
- 피그스킨 퍼레이드 (1936년)
- 발리언트 이즈 더 워드 포 캐리 (1936년)
- 마이 맨 갓프리 (1936년)
- 엘리스 아담스 (1935년)
- 레츠 고 네이티브 (1930년)
- 히트 더 덱 (1930년)
- 소 디스 이즈 칼리지 (1929년)
- 신입생 (1925년)